# Röylä
Röylä est un quartier de la ville d'Espoo en Finlande.

## Description
Röylä compte 388 habitants (31.12.2016).
Ses voisins sont Velskola, Luukki, Perusmäki, Kalajärvi, Bodom, Kunnarla et Nuuksionpää.